# Eidolinae
Eidolinae – monotypowa podrodzina ssaków z rodziny rudawkowatych (Pteropodidae).

## Rozmieszczenie geograficzne
Podrodzina obejmuje gatunki występujące w Afryce (włącznie z Madagaskarem) i zachodniej Azji.

## Morfologia
Długość ciała (bez ogona) 150–215 mm, długość ogona 10–22 mm, długość ucha 27,2–37 mm, długość tylnej stopy 31,5–40 mm, długość przedramienia 117–134 mm; masa ciała 230–350 g.

## Systematyka
Podrodzinę wyodrębnił w 2016 roku międzynarodowy zespół biologów (Brazylijka Francisca Cunha Almeida, Argentyńczyk Norberto Pedro Giannini i Amerykanka Nancy B. Simmons) w artykule zatytułowanym Historia ewolucji afrykańskich nietoperzy owocożernych (Chiroptera: Pteropodidae), opublikowanym w czasopiśmie „Acta Chiropterologica”. Rodzaj Eidolon nazwał w 1815 roku francusko-amerykański przyrodnik Constantine Samuel Rafinesque w publikacji swojego autorstwa o tytule Analiza natury, czyli tabela wszechświata i ciał zorganizowanych. Rafinesque w oryginalnym opisie nie wymienił żadnego gatunku; gatunkiem typowym jest (późniejsze oznaczenie) zjawa płowa (E. helvum). 

### Etymologia
- Eidolon: ειδωλον eidolon ‘widmo, zjawa’[11].
- Pterocyon: gr. πτερον pteron ‘skrzydło’; κυων kuōn, κυνος kunos ‘pies’[12]. Gatunek typowy (oznaczenie monotypowe): Pterocyon paleaceus W.C.H. Peters, 1861 (= Vespertilio vampirus helvus Kerr, 1792).
- Leiponyx (Liponyx): gr. λειπω leipō ‘porzucić, zostawić’; ονυξ onux, ονυχος onukhos ‘pazur’[13]. Gatunek typowy (oznaczenie monotypowe): Leiponyx buettikoferi Jentink, 1881.

### Podział systematyczny
Do podrodziny należy jeden rodzaj zjawa (Eidelon) z dwoma gatunkami:
| Grafika | Gatunek           | Autor i rok opisu | Nazwa zwyczajowa    | Podgatunki         | Rozmieszczenie geograficzne | Podstawowe wymiary                                         | Status IUCN |
| ------- | ----------------- | ----------------- | ------------------- | ------------------ | --- | ---------------------------------------------------------- | ----------- |
|         | Eidolon helvum    | (Kerr, 1792)      | zjawa płowa         | 3 podgatunki       | w Czarnej Afryce i równikowej, w tym na wyspach Zatoki Gwinejskiej i archipelagu Zanzibar oraz na południowo-zachodnim Półwyspie Arabskim; zakres wysokości: 0–2000 m n.p.m. | DC: 15–19,5 cm DO: 1–1,5 cm DP: 11,7–13,7 cm MC: 230–350 g | NT          |
|         | Eidolon dupreanum | (Pollen, 1866)    | zjawa madagaskarska | gatunek monotypowy | endemit Madagaskaru: zachodnie wybrzeże i środkowa część wyżynna, Nosy Be; zakres wysokości: 10–1200 m n.p.m.                                                                | DC: 19–21 cm DO: 1,4–2,2 cm DP: 11,7–13,4 cm MC: 285–300 g | VU          |

Kategorie IUCN:  NT  – gatunek bliski zagrożenia,  VU  – gatunek narażony.